# Monte Cazazza
Monte Cazazza   (San Francisco, 23 de gener de 1949 - 27 de juny de 2023) va ser un artista i compositor estatunidenc conegut pel seu paper fonamental en ajudar a donar forma a la música industrial.

## Biografia
A Cazazza se li atribueix la frase «música industrial per a persones industrials». Posteriorment es va utilitzar per a destacar el segell discogràfic Industrial Records i els artistes que el representen. Més endavant, el noise i la manipulació experimental del so que va sortir d'Industrial Records van passar a ser coneguts com a música industrial. Cazazza s'havia construït una reputació underground com a intèrpret especialment volàtil amb una estètica potencialment perillosa i antisocial. El manual de cultura industrial de la revista Re/Search va descriure el seu treball com a «brots de bogeria disfressats d'esdeveniments artístics». L'espectacle Futurist Sintesi a finals de 1975 es va anunciar en un fullet promocional com Sex - religious show; giant statue of Jesus got chainsawed and gang raped into oblivion.
Cazazza no va limitar les seves «actuacions» a la dinàmica habitual de l'escenari, el públic i la reacció del públic. Gran part del seu treball va implicar actes dissenyats per al màxim shock value («factor de xoc»). Mentre era estudiant al campus d'Oakland del California College of the Arts, Cazazza va crear una cascada de ciment que va inhabilitar l'escala principal de l'edifici per a la seva primera tasca d'escultura. Va ser expulsat poc després. Com a peça programàtica, una vegada va crear una esvàstica metàl·lica de 15'x15' i se sap que visitava els seus amics amb un gat mort i formaldehid que utilitzava per a encendre el gat.
Gran part dels seus primers treballs es consideren obscens i pràcticament impossibles de trobar. Va treballar tant amb collages sonors com amb pel·lícules, actuacions artístiques i happenings. També va estar molt implicat en el moviment de Mail Art de mitjans dels anys 1970 fins a principis de la dècada del 1980. Part de la seva primera producció va ser recollida i publicada per Mute Records el 1992 a l'àlbum The Worst of Monte Cazazza.
Cazazza va treballar sovint amb Factrix, un primer grup industrial i experimental de San Francisco, i va gravar bandes sonores per a Mark Pauline i Survival Research Laboratories. El seu treball posterior va incloure la cocreació de la companyia de distribució i cinema independent MMFilms amb Michelle Handelman i diversos enregistraments de bandes sonores.
Cazazza va enviar fotos d'ell mateix en una cadira elèctrica el dia de l'execució de l'assassí Gary Gilmore. Un d'ells es va imprimir per error en un diari de Hong Kong com a execució real. Cazazza també es va fotografiar al costat dels membres de COUM Transmissions/Throbbing Gristle Genesis P-Orridge i Cosey Fanni Tutti per a la postal «Gary Gilmore Memorial Society», en la qual els tres artistes posaven amb els ulls embenats i lligats a cadires amb armes carregades reals apuntant-los.

## Discografia

### En solitari
- To Mom On Mother's Day (7") (Industrial Records) (1979)
- At Leeds Fan Club/Scala, London/Oundle School (Cass) (Industrial Records) (1980)
- Something for Nobody (7") (Industrial Records) (1980)
- Stairway To Hell/Sex Is No Emergency (7") (Sordide Sentimental) (1982)
- The Worst of Monte Cazazza (CD) (The Grey Area) (1992)
- Kill Yur Self (12") (Telepathic Recordings) (1996)
- Power Versus Wisdom, Live (CD) (Side Effects) (1996)
- The Cynic (CD) (Blast First Petite) (2010)

### Amb Factrix
- California Babylon (LP) (Subterranean Records) (1982)

### Amb Chaos Of The Night
- Live At KFJC (CD) (Endorphine Factory)

### Amb Psychic TV
- Dreams Less Sweet (LP) (CBS) (1983)
- Godstar (12") (Temple Records) (1985)
- Mouth Of The Night (LP) (Temple Records) (1985)
- Themes 3 (LP) (Temple Records) (1986)
- Live In Heaven (LP) (Temple Records) (1987)
- Allegory and Self (LP) (Temple Records) (1988)
- A Real Swedish Live Show (LP) (Thee Temple Ov Psychick Youth Scandinavia) (1989)
- Live In Glasgow Plus (CD) (Temple Records) (2003)
- Godstar: Thee Director's Cut (CD) (Temple Records) (2004)

### Amb The Atom Smashers
- First Strike (LP) (Pathfinder Records) (1986)

### Amb The Love Force
- «Climax», «Six Eyes From Hell» i «Liars (Feed Those Christians To The Lions)» a l'àlbum The Worst Of Monte Cazazza (CD) (The Grey Area) (1992)

### Amb Esperik Glare
- «A City in the Sea» al 7" As the Insects Swarm (7") (Static Hum Records) (2008) amb Charlie Martineau